# Hieronim Wierzyński

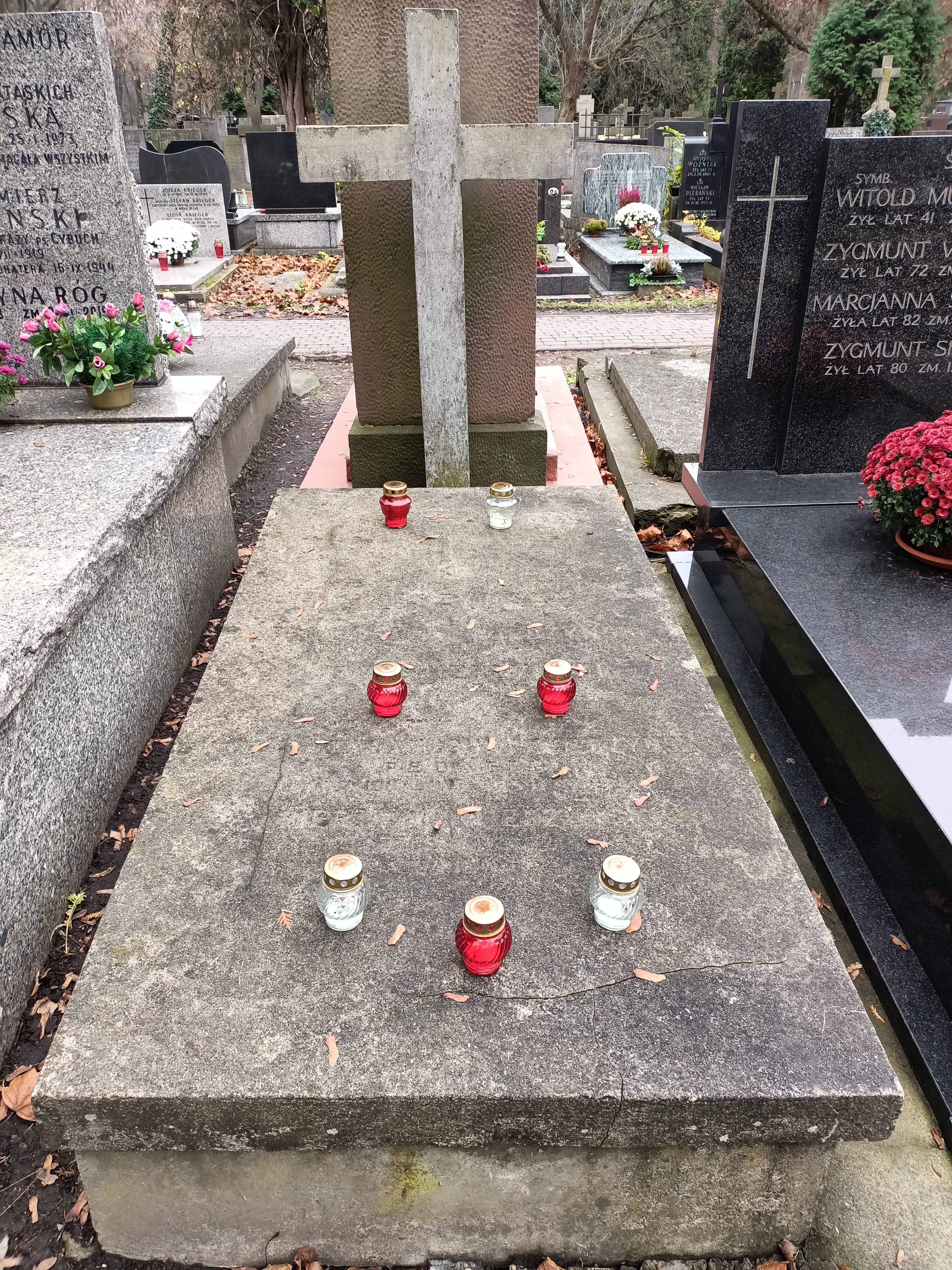
Nagrobek Hieronima Wierzyńskiego na cmentarzu Powązkowskim

Hieronim Wierzyński, właśc. Hieronim Wirstlein (nazwisko zmienione w 1913) (ur. 30 września 1884 w Krystynopolu (ówczesny pow. Sokal), zm. 1 kwietnia 1943 na Majdanku) – dziennikarz, publicysta, redaktor, działacz społeczny.

## Życiorys

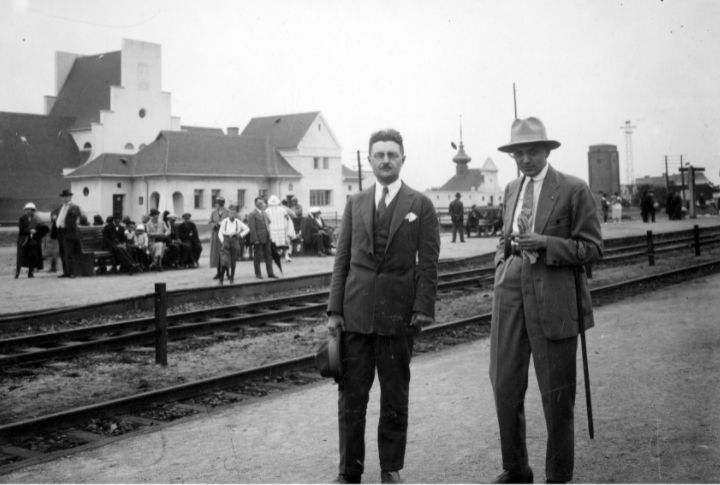
Hieronim Wierzyński (z lewej) w towarzystwie Tadeusza Strzetelskiego referenta prasowego Ministerstwa Komunikacji.

Urodził się 30 września 1884 w Krystynopolu, w rodzinie Andrzeja Wirstlein-Wierzyńskiego (1853–1944) i Felicji z Dunin-Wąsowiczów (1852–1944). Brat Kazimierza. Dwukrotnie żonaty. Po raz pierwszy z Marią Ludwiną z d'Abancourt de Franqueville'ów (1886–1940), po raz drugi z Czesławą Zielińską (1897–1945). Był ojcem Stanisława, Karola (1910–1924) i Janiny Krusche (1914–1944). 
W 1904 ukończył Gimnazjum Ojców Jezuitów w Bąkowicach pod Chyrowem, następnie studiował filozofię na Uniwersytecie Lwowskim. Podczas studiów był działaczem Czytelni Akademickiej, należał też do Organizacji Młodzieży Narodowej i Związku Młodzieży Polskiej „Zet”. Był sekretarzem akademickiego koła Towarzystwa Szkoły Ludowej. Pracował w Biurze Głównym Stronnictwa Demokratyczno-Narodowego we Lwowie. W 1909 organizował akcję wiecową w powiecie strzyżowskim. 24 marca 1912 został wybrany do Komitetu Głównego Stronnictwa Demokratyczno-Narodowego. Pracował w lwowskim „Słowie Polskim”, pełniąc funkcję sekretarza redakcji. W czerwcu 1915 razem z całą redakcją „Słowa” przeniósł się do Kijowa, gdzie nawiązał współpracę z ukazującymi się tam polskimi czasopismami (m.in. „Przeglądem Polskim”).  
W 1918 opuścił Kijów i zamieszkał w Warszawie. Publikował artykuły w prasie endeckiej: „Gazecie Porannej Dwa Grosze”, „Gazecie Warszawskiej”, „ABC” i „Wieczorze Warszawskim”. Był zastępcą redaktora naczelnego w „Gońcu Warszawskim”. Przez wiele lat pełnił obowiązki prezesa Klubu Sprawozdawców Parlamentarnych oraz wiceprezesa Syndykatu Dziennikarzy (później Związku Dziennikarzy RP). Był korespondentem wojennym podczas zajmowania Pomorza przez Wojsko Polskie (styczeń–luty 1920) oraz marszu na Kijów (maj 1920), członkiem kwatery prasowej przy Naczelnym Dowództwie (lipiec–sierpień 1920). 
W czasie obrony Warszawy w 1939 uczestniczył w redagowaniu „Gazety Wspólnej”. Pod koniec października 1939 został aresztowany przez gestapo i przez 3 miesiące był więziony na Pawiaku. Podczas okupacji niemieckiej pracował w Radzie Głównej Opiekuńczej. Współpracował także z prasą podziemną, z ramienia Związku Dziennikarzy RP prowadził akcję pomocy dla dziennikarzy. Powtórnie aresztowano go 10 listopada 1942. Po dwóch miesiącach pobytu na Pawiaku, 17 stycznia 1943 wywieziono go do obozu na Majdanku, gdzie zginął. Jego symboliczny grób znajduje się na cmentarzu Powązkowskim w Warszawie (kwatera 150-2-16).

## Ordery i odznaczenia
- Złoty Krzyż Zasługi[2]
- Krzyż Komandorski Orderu Świętego Sawy (Jugosławia)[2]
- Krzyż Oficerski Orderu Lwa Białego (Czechosłowacja)[2]